# Franz Liebrecht
Franz Liebrecht (* 31. August 1860 in Ruhrort; † 17. September 1942 in Jugenheim a. d. Bergstraße) war Direktor des Oberbergamtes Dortmund.

## Leben

### Herkunft und Familie
Franz Liebrecht wurde als drittes Kind der Eheleute Julius und Caroline Liebrecht geboren. Seine Schwester Julie war mit August Haniel verheiratet. Aus dessen erster Ehe mit Eugenie Wiesner stammte die Tochter Gerda (1881–1973), die Franz am 17. April 1904 heiratete.
Aus der Ehe stammen die Kinder
- Geni (1905–1993, ⚭ Grohmann)
- Inge (1906–1991, ⚭ Pahl)
- Franz August (1907–1995)
- Oskar (1908–1909)
- Friedrich Wilhelm (1914–1991)

### Wirken
Nach dem Abitur im Jahre 1880 und anschließendem Praktikum absolvierte Franz ein Studium in Heidelberg als Schüler von Robert Bunsen. Nach den beiden Staatsexamina war er zunächst Hilfsarbeiter bei der Bergwerksdirektion in Saarbrücken. 1890 führte ihn eine Studienreise in die USA. Er war drei Jahre lang Berginspektor in Friedrichsthal, bevor er 1894 nach Saarbrücken zurückkehrte und hier 1897 Bergrat wurde. Als Bergwerksdirektor übernahm er 1899 den Posten des Direktors der Berginspektion Sulzbach. Er war Hilfsarbeiter in der Bergabteilung im Preußischen Ministerium für Handel und Gewerbe und zugleich in der Oberprüfungskommission tätig. Hier wurde er 1902 Geheimer Bergrat und drei Jahre später Geheimer Oberbergrat. 1906 zum Berghauptmann und Direktor des Oberbergamtes Dortmund ernannt, erhielt er im Jahre 1915 den Titel Wirklicher Geheimer Oberbergrat. Im Herbst 1917 sollte Liebrecht zum Oberberghauptmann und Ministerialdirektor berufen werden, was er jedoch ablehnte. Am 1. Mai 1919 ging er aus gesundheitlichen Gründen in den Ruhestand und zog nach Jugenheim.
Er war Aufsichtsratsmitglied in der Bergwerksgesellschaft Hibernia, bei den Rheinischen Stahlwerken, der Gutehoffnungshütte in Oberhausen sowie der Zeche Heinrich in Essen-Kupferdreh.

### Ehrungen
- Roter Adlerorden 2. Klasse mit Eichenlaub
- Königlicher Kronenorden 1. Klasse
- Wirklicher Geheimer Oberbergrat